# Een experiment met een vogel in een luchtpomp
Een experiment met een vogel in een luchtpomp (Engels: An Experiment on a Bird in an Air Pump) is een schilderij van de Engelse kunstschilder Joseph Wright of Derby, gemaakt in 1768, 183 × 244 cm groot. Het toont een wetenschapper die een experiment uitvoert met een vacuümpomp. Het werk bevindt zich in de collectie van de National Gallery te Londen.

## Context
Wright of Derby rekende een groot aantal wetenschappers en industriëlen tot zijn vrienden: mensen die model stonden voor de vooruitgang en industrialisatie. Hij was gefascineerd door technologische uitvindingen en het idee dat hij in een tijdperk van vooruitgang leefde. In een reeks van zogenaamde "kaarslichtschilderijen" uit de jaren 1760 verbeeldt hij de obscure maar ook verwachtingsvolle atmosfeer die toentertijd rondom wetenschappelijke experimenten hing, waarvan hij zelf getuige was. Een experiment met een vogel in een luchtpomp is een typerend voorbeeld.

## Afbeelding
Een experiment met een vogel in een luchtpomp toont een wetenschapper die een experiment uitvoert met een vacuümpomp, zoals die enkele jaren eerder door de Ierse scheikundige Robert Boyle was ontworpen. Terwijl een kaketoe zich in de pomp bevindt, is de lucht eruit weggezogen, waardoor hij niet meer kan vliegen. De wetenschapper staat op het punt weer lucht in de pomp te blazen, maar onduidelijk is of het beestje het experiment zal overleven. Onduidelijk is ook of de jongen rechtsachter het kooitje als niet meer nodig aan het opbergen is, of dat hij het juist weer tevoorschijn haalt voor de terugkeer van de bewoner.
Het tafereel is theatraal en indringend. De langharige wetenschapper is druk aan het gesticuleren en wordt met ontzag gadegeslagen door een groepje toekijkende mensen, met gezichten die zowel verwondering uitstralen als angst dat het mis kan gaan. Rechts draait een meisje haar gezicht weg, bijna alsof ze het martelaarschap van een heilige aanschouwt: de wetenschap verheven tot religie.

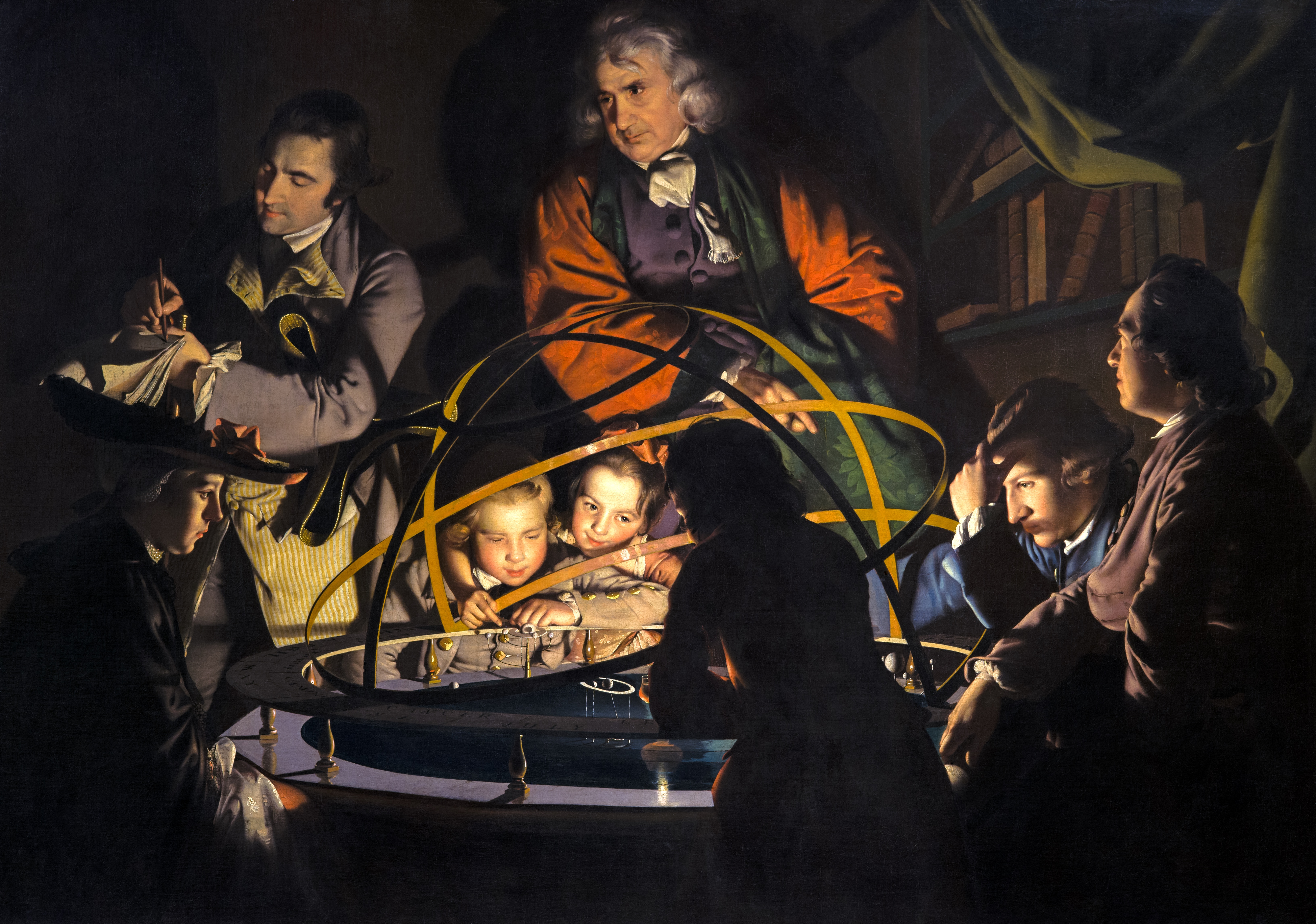
Een filosoof geeft les over een planetenmachine, pendant, ca. 1766.

Wright of Derby verhoogt de dramatische uitwerking door het gebruik van een clair-obscur dat doet denken aan Caravaggio. Deze vergelijking is misleidend. Bij Caravaggio komt de bron van het licht doorgaans van buiten, vanuit een onbekende bron, waarmee hij een bovennatuurlijk effect creëert. Wright of Derby gebruikt een centraal gepositioneerde zwavellamp in een huiselijke omgeving, daarmee bewust een wereldse situatie uitbeeldend.
Een experiment met een vogel in een luchtpomp wordt wel beschouwd als een pendant van het in dezelfde periode geschilderde Een filosoof geeft les over een planetenmachine. Beide werken zijn sterk gelijkend qua compositie en sfeer, maar het hier besproken werk is chaotischer, zijn tegenhanger is duidelijk ordelijker.
De "kaarslichtschilderijen" van Wright worden vanwege hun hang naar een "nieuwe wereld" wel gezien als voorlopers van de romantiek in de eerste helft van de negentiende eeuw.